# Aluminé megye
Aluminé egy megye Argentína nyugati részén, Neuquén tartományban. Székhelye Aluminé.

## Földrajz
A Chilével is határos megye az Andok keleti oldalán található. Legnagyobb tava az Aluminé-tó.

## Népesség
A megye népessége a közelmúltban a következőképpen változott:
| Év   | Lakosság |
| ---- | -------- |
| 2001 | 6134     |
| 2010 | 8306     |